# 蘇珊·莫瑞
蘇珊·默瑞（英語：Susan Murray）是一位英国政治家，自2024年起担任中丹巴頓郡的國會議員。作为自由民主党成员，她從蘇格蘭民族黨成員艾米·卡拉漢手中贏得了這個議席。
她是东邓巴顿郡议会柯金蒂洛赫東部和北部及特維查選區的議員。她也是當地的女企業家和慈善機構創始人。